# Droga krajowa nr 35 (Węgry)
Droga krajowa nr 35 (węg. 35-ös főút) – droga krajowa w północno-wschodnich Węgrzech, w komitatach Borsod-Abaúj-Zemplén i Hajdú-Bihar. Częściowo zdublowana przez autostradę M35. Długość - 84 km. Przebieg: 
- Nyékládháza – skrzyżowanie z 3
- Muhi – skrzyżowanie z M30
- Tiszaújváros
- Polgár – skrzyżowanie z 36
- Görbeháza – skrzyżowanie z M3
- Hajdúböszörmény – skrzyżowanie z M35
- Debreczyn – skrzyżowanie z 354 i 33